# Bakiriyya-moskee
De Bakiriyya-moskee is een moskee die rond 1596-1597 in Sana'a werd gebouwd door de Ottomaanse gouverneur van Jemen, Hasan Pasha. De moskee raakte in verval nadat de Ottomanen in 1626 Jemen verlieten, maar werd volledig gerestaureerd toen de Ottomanen Sana'a in 1878 heroverden.

## Beschrijving
De moskee heeft een minaret en een grote gebedsruimte bedekt met een koepel in Ottomaanse stijl. Verschillende kleinere koepelvormige uitbreidingen omringen de belangrijkste gebedsruimte.

### Interieur
De minbar en mihrab waren gemaakt van materiaal geïmporteerd uit Istanbul.